# Mistrovství světa v zápasu ve volném stylu 1985
Mistrovství světa v zápasu ve volném stylu 1985 se uskutečnilo v Budapešti, v Maďarsku.  

## Přehled medailí

### Volný styl
| Kategorie | Zlato              | Stříbro             | Bronz              |
| --------- | ------------------ | ------------------- | ------------------ |
| 48 kg     | Kim Chol-han       | Madžíd Torkán       | Vasilij Gogolev    |
| 52 kg     | Valentin Jordanov  | Minatula Daibov     | Micuru Sató        |
| 57 kg     | Sergej Beloglazov  | Kevin Darkus        | Georgi Kalchev     |
| 62 kg     | Viktor Alexejev    | Avirmediin Enkhee   | Alben Kumbarov     |
| 68 kg     | Arsen Fadzajev     | Buyandelgeriin Bold | Pat Sullivan       |
| 74 kg     | Raúl Cascaret      | Dave Schultz        | Lodoin Enkhbayar   |
| 82 kg     | Mark Schultz       | Aleksandar Nanev    | Alexandr Tambovcev |
| 90 kg     | William Scherr     | Roland Dudziak      | Kamen Tomov        |
| 100 kg    | Leri Chabelovi     | Clark Davis         | Uwe Neupert        |
| 130 kg    | Davit Gobedžišvili | József Balla        | Bruce Baumgartner  |

## Týmové hodnocení
| Pořadí | Muži volný styl  | Muži volný styl |
| Pořadí | Tým              | Body            |
| ------ | ---------------- | --------------- |
| 1      | Sovětský svaz    | 49              |
| 2      | USA              | 30              |
| 3      | Bulharsko        | 28              |
| 4      | Mongolsko        | 18              |
| 5      | Maďarsko         | 17              |
| 6      | Východní Německo | 12              |